# قائمة الأحجار الرونية
يوجد حوالي 3000 حجر روني في الدول الاسكندنافية (من إجمالي حوالي 6000 نقش روني).
توزع الأحجار الرونية بشكل غير متساو في الدول الاسكندنافية: عثر على الغالبية في السويد، وتقدر بما بين 1700 و2500 (حسب التعريف). يوجد في الدنمارك 250 حجر روني، والنرويج بها 50 حجراً.
هناك أيضاً أحجار رونية في مناطق أخرى وصل إليها من خلال توسع الفايكنج، خاصة في الجزر البريطانية. كان معظمها في جزيرة مان حيث عثر على 31 من عصر الفايكنج. كما اكتشف أربعة في إنجلترا، وأقل من ثمانية في اسكتلندا وواحد أو اثنين في أيرلندا. هناك أمثلة متناثرة في أماكن أخرى (بيريزان رونستون في أوروبا الشرقية، والكتابة على الجدران الرونية على أسد بيرايوس من اليونان ولكن اليوم في البندقية، إيطاليا).
الغالبية العظمى من الأحجار الرونية تعود إلى عصر الفايكنج والفترة التي تلت مباشرة تنصير الدول الاسكندنافية (القرنين 9 و12). وهناك عدد صغير يسبق القرن 9 . رُفع أحد الأحجار الرونية الأخيرة في ذكرى رئيس الأساقفة أبسالون (المتوفى 1201). قد يعود تاريخ عدد صغير من الأحجار الرونية إلى أواخر العصور الوسطى إلى أوائل العصر الحديث، مثل حجر فامجين (جزر فارو)، الذي يرجع تاريخه إلى فترة الإصلاح. بدأت الأحجار الرونية الحديثة (مثل تقليد أو تزوير الأحجار الرونية في عصر الفايكنج) في إحياء الفايكنج في القرن 19.
قاعدة بيانات النص الروني الاسكندنافي (قاعدة بيانات النص الرونيكي الاسكندنافي) هو مشروع يتضمن إنشاء وصيانة قاعدة بيانات للأحجار الرونية في قاعدة بيانات رنداتا.

## حجارة رونية فوثارك القديمة
الغالبية العظمى من الأحجار الرونية تعود إلى عصر الفايكنج. لا يوجد سوى عدد قليل من الأحجار الرونية فوثارك القديمة (ما قبل عصر الفايكنج) (حوالي ثمانية، مع احتساب العينات الانتقالية التي أنشئت في بداية عصر الفايكنج).
- حجر أرستاد (390-590 م).

- حجر اينانغ (القرن 4).

- حجر لحن الروني (250-400 م).

- حجر كيلفر (القرن 5).

- حجر مويبرو الروني (القرن 5 أو أوائل القرن 6).

- حجر يارسبرغ الروني (انتقالي، القرن 6).

- حجر بيوركيتورب الروني (انتقالي، القرن 7).

- الدعامات (الانتقالية، القرن 7).

- حجر إيججوم (القرن 8).

- حجر روك الروني (انتقالي، حوالي 800 م).

- حجر هوغانفيك الروني (350-500 م).

## أحجار فوثارك الرونية الحديثة

### أحجار إنجلترا الرونية
الأحجار الرونية في إنجلترا هي مجموعة من حوالي 30 حجر روني يقع معظمها في السويد، وبعضها في النرويج والدنمارك وشمال ألمانيا، والتي تشير إلى رحلات عصر الفايكنج إلى إنجلترا.

### دول إسكندنافيا القانونة

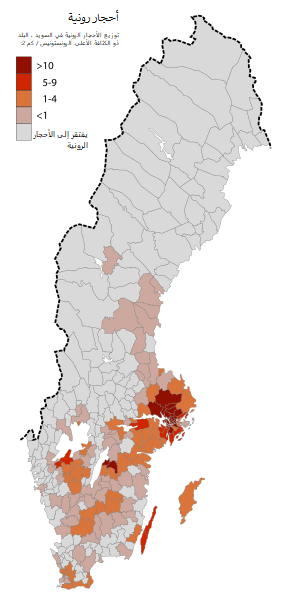
توزيع الأحجار الرونية في السويد، البلد ذو الكثافة الأعلى. الرونستونيس/كم ^{2}:
>10
5–9
1–4
<1
يفتقر إلى الأحجار الرونية

#### سويد
يقدر عدد الأحجار الرونية في السويد بما بين 1700 و2500 (حسب التعريف).
منطقة أوبلاند السويدية لديها أعلى تركيز مع ما يصل إلى 1196 نقشاً في الحجر، في حين أن سودرمانلاند في المرتبة الثانية مع 391.
- أحجار فارانجيان الرونية– نقوش تذكر الرحلات إلى الشرق أو الطريق الشرقي.

- أحجار إنغفار الرونية- 26 من الأحجار الرونية الفارانغية التي رفعت إحياء ذكرى أولئك الذين لقوا حتفهم في بعثة الفايكنج السويدية إلى بحر قزوين في إنغفار البعيد.

- حجر سيركلاند الروني- ستة أو سبعة أحجار رونية وهي أحجار فارانجيان الرونية التي تذكر الرحلات إلى سركلاند، الاسم الإسكندنافي القديم للعالم الإسلامي في الجنوب.

- أحجار رونية يونانية- 29 الأحجار الرونية الفارانية التي تتحدث عن الرحلات إلى اليونان، أي الإمبراطورية البيزنطية.

- أحجار الفايكنغ الرونية- الأحجار التي تذكر الدول الاسكندنافية الذين شاركوا في حملات الفايكنج في أوروبا الغربية، والأحجار التي تذكر الرجال الذين كانوا محاربين فايكنغ و/أو ماتوا أثناء السفر في الغرب.

- أحجار جارلابانك الرونية- مجموعة من 20 حجر روني مكتوب باللغة الإسكندنافية القديمة يتعلق بجارلابانك إنجفاستسون وعشيرته.

- حجر فرسوستينن الروني.

- نحت رامسوند.

- حجر سبارلوسا الروني.

- حجر روك الروني– أطول نقش روني في العالم، تقع في مقاطعة أوسترغوتلاند في السويد.

#### مقاطعةهالسنغلاند
- نقش هالسنغلاند رون 21.

#### مقاطعةميديلباد
- نقش ميدلباد رون 1.
- نقش ميديلباد رون 18.

#### مقاطعةسمولاند
- نقش سمولاند الروني 99.

#### مقاطعةسكونا
- حجر سجورب الروني.
- حجر هيبي الروني (در264 ودر 265).

#### مقاطعةأوبلاند
- أحجار فارنتونا الرونية (يو 20،يو 21، يو 22).
- أحجار بروبي برو الرونية (يو 135، يو 136، يو 137).
- أحجار هاغبي الرونية (يو 152، يو 153، يو 154، يو 155).
- أحجار لينجزبيرج الرونية (يو 240، يو 241، يو 242).
- نقوش هارجا بريو الرونية (يو 309، يو 310، يو 311).
- أحجار سنوتستا وفريتا (يو 329، يو 330، يو 331، يو 332).
- أحجار جرانبي الرونية (يو 337).
- أحجار ناسبي الرونية (يو 455).
- أحجار فاكسالا الرونية (يو 961).
- أحجار كروغستا الرونية (يو 1125).

#### مقاطعةأوسترغوتلاند
- أحجار هوغبي الرونية.
- أحجار كالفيستن الرونية.
- حجر ليدبيرج.

#### مقاطعة غاستريكلاند
- نقش جاستريكلاند الروني 7 (جي أس 7).

#### دانمارك
الدنمارك لديها ما مجموعه 250 الأحجار الرونية المعروفة.
- حجر التانغ.
- حجارة جيلينغ.
- أحجار ريمسو الرونية.
- حجر سنولديليف.
- سوروب الحجر الروني.

#### نرويج
النرويج لديها ما مجموعه 50 الأحجار الرونية المعروفة.
- حجر دينا (القرن 11 م).
- حجر فابيرج.
- حجر جرانافولين الروني (القرن 11 م).
- حجر جريندهايم (القرن 11 م).
- حجر هونين الروني (القرن 11 م).
- حجر كليب الأول الروني.
- كوليستاينن (القرن 11 م).
- نقش روني نرويجي 239.
- حجر أودرنس (القرن 11 م).
- حجر سفينغيرود الروني (بين القرنين 1 و 3 الميلاديين).
- حجر فانغ (القرن 11 م).

### شمال الأطلسي

#### جزر بريطانية
- أحجار مانكس الرونية: 31 حجراً على قيد الحياة.[4]
- حدائق شارع الأمراء رونستون، إدنبرة، اسكتلندا.

#### جزر الفارو
- حجر ساندافاغور (القرن 13).
- حجر كيركجوبور (القرن 11).
- حجر فامجين (القرن 16).

#### غرينلاند
- كينجيتتورسواك رونستون.

### آخر

#### ألمانيا
- حجارة هديبي، هيديبي (القرن 10 م).
- سيجتريج رونستونيس (934 م).
- حجر إريك (القرن 10 م).

#### إيطاليا
- أسد بيرايوس، قادم من اليونان واليوم في البندقية.
- محمية مونتي سانت أنجلو، بوليا (جنوب إيطاليا).

#### أوكرانيا
- أحجار بيريزان الرونية، جزيرة بيريزان.

## صورة حجارة
|  |  |  |  |
|  |  |  |  |

## أحجار رونية حديثة
يوجد عدد من الأحجار الرونية البارزة ذات الأصل الحديث. كان المقصود من بعضها أن تكون خدعًا، حيث يحاول مبتكروها تقليد قطعة أثرية من عصر الفايكنج. خاصة منذ أواخر القرن العشرين، تم أيضًا صنع الأحجار الرونية على طراز عصر الفايكنج دون ادعاء الأصالة، إما كأعمال فنية مستقلة أو كنسخ طبق الأصل كمعارض متحف أو مناطق جذب سياحي.
يتعلق هذا بشكل خاص بالأحجار الرونية الموجودة في أمريكا الشمالية. هناك أيضًا مجموعة محدودة من الأحجار الرونية الحديثة المبكرة التي تم إنشاؤها بعد نهاية عصر الفايكنج ولكن قبل " إحياء الفايكنج ".
- حجر كنسينغتون الروني.
- حجر ناراجانسيت الروني.
- الحجارة الرونية في أوكلاهوما.
- حجر فيريندري.
- حجر بركة الروح.